# کارتاخنا (کلمبیا)
کارتاخنا (اسپانیایی: Cartagena) یکی از شهرهای بزرگ تفریحی ساحلی کارائیب در کشور کلمبیا است.
این شهر یک بندر عمده است که در سال ۱۵۳۳ تأسیس شده است. در طول دوره استعماری این بندر کلیدی برای صادرات نقره پرو به اسپانیا و وارد کردن برده‌های آفریقایی بود.
جمعیت این شهر طبق سرشماری سال ۲۰۱۶ برابر با ۹۷۱٬۵۹۲ نفر است. این شهر پنجمین شهر بزرگ کشور کلمبیا می‌باشد.